# Glenn Osser
Abraham Arthur "Glenn" Osser (Munising, Michigan, U.S. 28 d'agost, 1914 - Harrison, New York, U.S. 29 d'abril, 2014), va ser un músic, arranjador musical, líder d'orquestra i compositor nord-americà. El seu nom de naixement era Abraham (Abe), però gran part de la seva obra estava sota el nom de Glenn; es pot trobar amb referències sota els dos noms. També va treballar amb altres noms: Arthur Meisel, Bob Marvel, Maurice Pierre i altres.

## Biografia
Abraham "Glenn" Osser era fill d'immigrants russos-jueus. Va estudiar piano, violí, saxo i clarinet a l'escola secundària i va estudiar música a la Universitat de Michigan, començant en l'educació musical i passant a la teoria musical. Després de graduar-se el 1935, va treballar amb una banda de dansa universitària i, per consell del líder de la banda, es va traslladar a la ciutat de Nova York, on va conèixer l'editor musical Charles Warren, que es va convertir en el mentor d'Osser. Amb les presentacions de Warren, Osser va començar a fer arranjaments per a Bob Crosby, Vincent Lopez, Al Donahue, Charlie Barnet, Bunny Berigan i Ben Bernie. També va començar alguns treballs de ràdio, contractat per NBC per ser arranjador de personal amb un jove director, Al Roth. També va tocar el saxo i el clarinet en algunes orquestres, com ara "Les Brown's Band of Renown", on es va convertir en un amic íntim de Brown. També va treballar amb Benny Goodman en el seu programa de ràdio i (encara que no estava acreditat oficialment) va escriure l'arranjament de l'enregistrament de Martha Tilton de "And the Angels Sing" amb l'orquestra Goodman. Osser va escriure la melodia de l'èxit número u de Ruth Lowe, "I'll Never Smile Again", gravat per Tommy Dorsey i la seva orquestra amb els "Piped Pipers" i Frank Sinatra.
Durant la Segona Guerra Mundial, Osser va servir al Servei Marítim dels Estats Units, estacionat a l'illa Hoffman al port de Nova York. Després del seu acomiadament el 1944, va començar a fer els arranjaments per a l'orquestra Paul Whiteman. (Segons una font, va ser Whiteman qui, no li agradava el nom "Abe Osser", va suggerir el nom "Glenn". Una altra font atribueix el canvi de nom a Bud Barry, director de programació d'ABC.) Osser va assajar i va dirigir l'orquestra de Whiteman a la NBC "Blue Network", que es va convertir en l'"ABC Network", i quan Whiteman va entrar a la televisió ABC, Osser es va unir a ell. Whiteman es va convertir en director musical a ABC i va incorporar a Osser com a personal, on va servir des de 1947 fins a 1969, quan les orquestres de personal van ser eliminades. Durant el seu temps a ABC, Osser va ser el director d'orquestra de "Theatre-Five" (1964-5), l'intent d'ABC de reviure la ràdio teatral. El 1962, l'expansió dels "New York Mets" va entrar a la "National League" i van ser rebuts al camp per una gravació de "Meet the Mets", arranjada i gravada per la "Glenn Osser Orchestra". La cançó encara es reprodueix als jocs dels Mets i a les emissions fins avui.
Osser es va convertir en arranjador/director, primer per a Mercury Records, on va donar suport a vocalistes com Patti Page, Vic Damone i Georgia Gibbs, i més tard per a Columbia Records, on va donar suport a Doris Day, Jerry Vale, Johnny Mathis i Jill Corey, entre d'altres. A la televisió va ser director musical de la sèrie Blind Date de 1949 (també titulada Your Big Moment), director de la sèrie de 1953 "The Vaudeville Show" i orquestador i director de la producció de 1957 de Pinocchio. El 1959 va ser el líder de l'orquestra de la sèrie Music for a Summer Night, que es va repetir l'any següent com a Music for a Spring Night. Osser va ser el director i va proporcionar els arranjaments per a l'àlbum de 1963 de Sergio Franchi "RCA Victor Red Seal", "Broadway"", "Love You!."
Osser va ser director musical i director musical durant molt de temps del "Miss America Pageant". Va co-escriure els números inicials i la música incidental amb la seva dona Edna proporcionant lletres.
Osser va morir als 99 anys el 29 d'abril de 2014.